# Enregistrement promotionnel

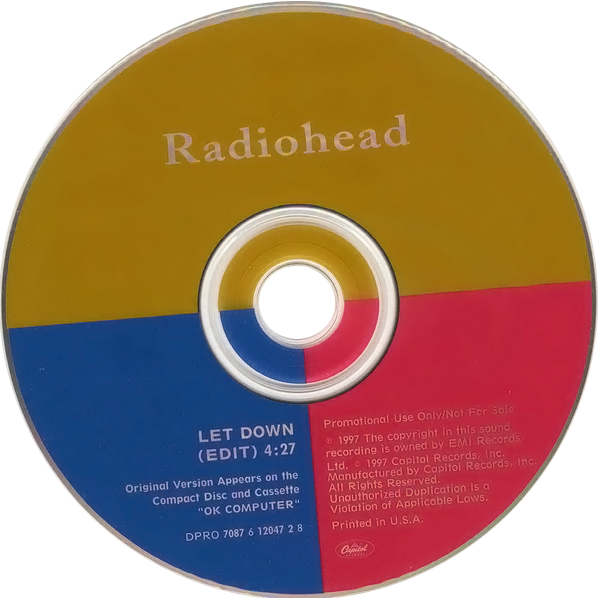
Let Down du groupe Radiohead proposé en enregistrement promotionnel aux stations de radio

Un enregistrement promotionnel est dans l'industrie musicale un enregistrement distribué gratuitement aux stations de radio, aux chaînes de télévision, aux boîtes de nuit ou encore aux critiques musicaux dans le but de promouvoir un produit commercial. Il s'agit la plupart du temps d'une seule chanson, qui prend alors le nom de single promotionnel. Ce type d'enregistrement est interdit à la vente et peut porter une mention indiquant qu'il reste la propriété du label discographique l'éditant.
Les singles promotionnels sont généralement aussi édités en single commerciaux, mais sans packaging et sans autre chanson. Étant donné qu'ils existent en faible quantité et sont non vendus dans les magasins, ils sont souvent considérés comme des objets de collection.